# Zac Anderson
Zachary Michael Anderson, detto Zac (Ayr, 30 aprile 1991), è un ex calciatore australiano, di ruolo difensore.

## Carriera

### Club
Ha giocato nella prima divisione dei campionati australiano, kuwaitiano, malese e singaporiano.

### Nazionale
Ha giocato nelle nazionali giovanili australiane Under-20 ed Under-23.